# デイリー・ビースト
『デイリー・ビースト』（The Daily Beast）は、政治とポップカルチャーを主に取り扱うアメリカ合衆国のリベラル系ニュースサイト。

## 寄稿者
著名な作家や政治活動家などがこのサイトに寄稿している。
- アヤーン・ヒルシ・アリ
- マーティン・エイミス
- ジョン・ファヴロー
- デーヴィド・フラム
- ベルナール＝アンリ・レヴィ
- メーガン・マケイン
- リック・ウィルソン

2017年6月、『ハフポスト』のベテラン政治記者であるサム・シュタインは、同等のリソースを費やして『デイリー・ビースト』に貢献すると発表した。

## 受賞
『デイリー・ビースト』は、2012年と2013年に「最優秀ニュースサイト部門」でウェビー賞を受賞した。